# 電撃のピロト〜天空の絆〜
『電撃のピロト〜天空の絆〜』は、2010年1月28日にベストメディアより発売されたPlayStation Portable用アドベンチャーゲーム。
正統派の冒険活劇を目指して制作されており、1話毎に「オープニングテーマ」・「本編」・「エンディングテーマ」・「次回予告」が入るという、テレビアニメを意識した構成となっている。

## 登場キャラクター

### スターライト号
ヒューゴ
声 - 田村睦心
主人公。幼い頃に両親を亡くし、ポートランドでピロトと共に生活していたが、ある日フィオナと出会い、その事から物事の渦中に巻き込まれていく。
フィオナ
声 - 寺本來可
ヒロイン。墜落した戦闘機からヒューゴに助け出される。5年前のある出来事のためか笑顔を見せない。
バリー
声 - 藤原啓治
スターライト号艦長。元はフォブレスの軍人。
エルザ
声 - 山口由里子
スターライト号副艦長。
ヘッド
声 - 平田広明
スターライト号のパイロット。トリニティとは幼なじみ。
トリニティ
声 - 日笠陽子
スターライト号の整備士。ヘッドとは幼なじみ。キュアノという小さな国の出身で、実家は整備工場だった。
カイル
声 - 石塚運昇
スターライト号のコック兼カメラマン。手製の煙幕弾などを作ったりと技術者としての面も持つ。元は情報屋。
バズ
声 - 梁田清之
スターライト号のパイロット。見た目は強面だが寡黙で穏やか。また、編み物やお菓子作りが得意という一面も。

### フォブレス
元々は島国だったが、強大な軍や兵器を用いて各国を侵略している。単に軍を出兵するだけでなく、他国に兵器の供与を行いその周辺国を侵略させるなどのやり方も用いる。
モルス
声 - 若本規夫
フォブレスの皇帝。強大な軍隊を率いて各地に出兵・征服している。
リオン
声 - 石田彰
モルスの参謀。無能な人間を容赦なく殺す残忍さを持つ。
ルプス・リュコス
声 - 釘宮理恵
ティグルス
声 - 松本保典
ガート
声 - 井上麻里奈
パディッソ
声 - 諏訪部順一
イエゴウ
声 - 下野紘

### ルサイコ共和国
ビンエス
声 - 池田秀一

### 戦火のラジオ局
DJミューズ
声 - 大原さやか

## スタッフ
- 原案：直井清剛
- シナリオ：いいじまふき／濱美穂子／ほさかよう
- キャラクターデザイン：紗和
- メカニックデザイン：伊藤綱誌

## 主題歌
オープニングテーマ
「ゆずれない想い」作詞：川上潤治＆川居奈緒実 / 作曲編曲：川上潤治 / 歌：水無瀬優馬 / Guitar：竹之内勝三
「地図の向こう側」作詞：直井清剛 / 作曲編曲：川上潤治 / 歌：日山たかし

挿入歌
「めぐる風」作詞：川上潤治＆川居奈緒実 / 作曲編曲：川上潤治 / 歌：川居奈緒実

エンディングテーマ
「空色のドレス」作詞・作曲・編曲：堀田知則 / 歌：amistic
「鳥たちよ」作詞：谷藤律子 / 作曲編曲：A-CHAP / 歌：яIRE

メインテーマ（エンドロール）
「天空の絆」作詞・作曲・歌：正貴久也 / 編曲：川上潤治

## Webラジオ
ゲーム発売に関連して音泉でWebラジオ『電撃のピロト〜ラジオの絆〜』が2009年12月24日から2010年2月18日（隔週木曜）まで全5回に渡り配信された。パーソナリティは田村睦心（ヒューゴ役）、寺本來可（フィオナ役）。
ゲスト
- #1 下野紘
- #2 日笠陽子
- #3 平田広明
- #4 藤原啓治
- #5 諏訪部順一